# Celestial Method
Celestial Method (天体のメソッド, Sora no Mesoddo), aussi connu sous le titre Sora no Method, est une série télévisée d'animation japonaise écrite par Naoki Hisaya, réalisée par Masayuki Sakoi et produite par Infinite. Elle est diffusée au Japon sur Tokyo MX à partir du 5 octobre 2014, et en simulcast dans les pays francophones sur Anime Digital Network.

## Personnages
Noël (ノエル, Noeru)
Nonoka Komiya (古宮 乃々香, Komiya Nonoka)
Yuzuki Mizusaka (水坂 柚季, Mizusaka Yuzuki)
Koharu Shiihara (椎原 こはる, Shiihara Koharu)
Shione Togawa (戸川 汐音, Togawa Shione)
Sōta Mizusaka (水坂 湊太, Mizusaka Sōta)

## Manga
Une adaptation en manga illustrée par Yuka Namisaki débuta sa prépublication dans le numéro d'octobre 2014 du magazine Dengeki Daioh des éditions ASCII Media Works. Le premier volume relié est publié le 27 octobre 2014.

## Anime
La série télévisée d'animation est réalisée par Masayuki Sakoi et produite par Infinite. L'animation est réalisée par Studio 3Hz. La série commence sa diffusion au Japon le 5 octobre 2014 sur Tokyo MX et en simulcast dans les pays francophones sur Anime Digital Network. Le scénario est écrit par Naoki Hisaya (qui a conçu la série). Pour le character design, la directrice de l'animation Yukie Akitani s'est basée sur les dessins du cercle QP:flapper qui est composé de Tometa Ohara et Koharu Sakura. La musique est dirigée par Jin Aketagawa.

### Liste des épisodes
| No | Titre français                 | Titre japonais     | Titre japonais            | Date de 1re diffusion |
| No | Titre français                 | Kanji              | Rōmaji                    | Date de 1re diffusion |
| -- | ------------------------------ | ------------------ | ------------------------- | --------------------- |
| 1  | La ville à la soucoupe volante | 円盤の街           | Enban no Machi            | 5 octobre 2014        |
| 2  | La Promesse                    | ふたりの約束       | Futari no Yakusoku        | 12 octobre 2014       |
| 3  | Où siègent les rêves           | 記憶のありか       | Kioku no Arika            | 19 octobre 2014       |
| 4  | Fragments d'émotions           | 思いのかけら       | Omoi no Kakera            | 26 octobre 2014       |
| 5  | Fleurs de lumière              | 光の花             | Hikari no Hana            | 2 novembre 2014       |
| 6  | De Vraies Amies                | 本当の友達         | Hontō no Tomodachi        | 9 novembre 2014       |
| 7  | Ce que j'ai perdu              | 私のなくしたもの   | Watashi no Nakushita Mono | 16 novembre 2014      |
| 8  | Ce qu'elle croit               | 彼女の信じること   | Kanojo no Shinjiru koto   | 23 novembre 2014      |
| 9  | Le Sens du mot "adieu"         | さよならの意味     | Sayonara no Imi           | 30 novembre 2014      |
| 10 | Là où vont les rêves           | 願いの行方         | Negai no Yukue            | 7 décembre 2014       |
| 11 | La Nuit des étoiles filantes   | 流星群の夜         | Ryūseigun no Yoru         | 14 décembre 2014      |
| 12 | La ville sans soucoupe         | 円盤のない街       | Enban no nai Machi        | 21 décembre 2014      |
| 13 | Le ciel où tout a commencé     | はじまりのそらから | Hajimari no Sora kara     | 28 décembre 2014      |